# Ашери, Люк
Люк д’Ашери́ (фр. Luc d'Achery, 1609 год — 29 апреля 1685 года) — учёный монах-бенедиктинец из конгрегации св. Мавра, исследователь и издатель средневековых сочинений.

## Биография

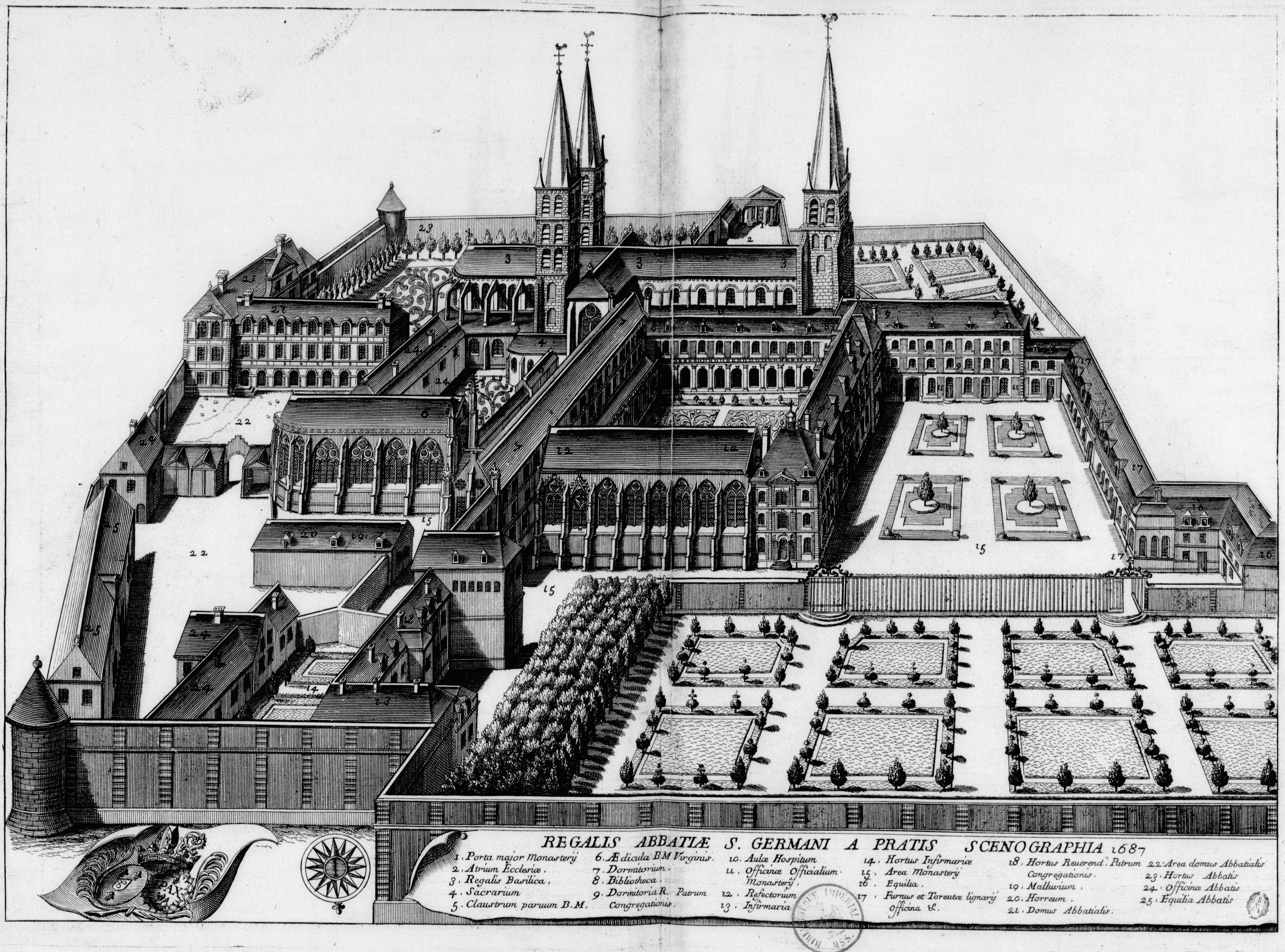
Сен-Жерменское аббатство (1687)

Занимал должность библиотекаря в Сен-Жерменском аббатстве, завёл в ней образцовый порядок, обогатил её драгоценными рукописями, и предпринял множество замечательных изданий, среди которых: «Труды Ланфранка» (Париж, 1648, in. f.), «Труды Гвиберта Ножанского» (Париж, 1651, in f.), «La Règle des solitaires» (1656) — указатель аскетических работ ордена (1648).
Главный его труд: «Spicilegium sive collectio veterum aliquot scriplorum qui in Galliae bibliothecis, maxime Benedictinorum, latuerunt» (13 т., in. f., Париж, 1655—1677). В этом многотомном сборнике помещены документы, относящиеся преимущественно к церковной истории, включая подлинные акты и отрывки из хроник. Ашери участвовал и в составлении известного сборника, изданного его младшим современником Жаном Мабильоном: «Acta sanctorum ordinis S. Benedicti».